# 聖羅薩 (卡皮拉區)
聖羅薩（西班牙語：Santa Rosa），是巴拿馬的城鎮，位於該國中東部，由西巴拿馬省的卡皮拉區負責管轄，面積93平方公里，海拔高度210米，2010年人口1,767，人口密度每平方公里19人。